# 阿拉胡埃利塔區
阿拉胡埃利塔區（西班牙語：Alajuelita）是哥斯達黎加的一個區，位於該國中部聖何塞省，面積1.30平方公里，海拔高度1,130米，2011年人口11,991，人口密度每平方公里9,223.85人。